# کیک (فیلم ۲۰۰۵)
کیک (به انگلیسی: Cake) فیلمی است کمدی رمانتیک محصول سال ۲۰۰۵ به کارگردانی نیشا گاناترا. در این فیلم بازیگرانی همچون هیتر گراهام، دیوید ساتکلیف، ساندرا اوه، چریل هاینس، بوروس گری، کرام مالکی و سارا چالک، تای دیگز، کارلو روتا، سابرینا گردویچ، امی پرایس-فرانسیس، ریگان پاسترناک، ران وایت، فرانک شیسورن و جاناتان کلتز ایفای نقش کرده‌اند.